# ß
ẞ, ß или „Есцет“ е буква, която се използва в немската азбука. Понякога тя се нарича и „двойно ес“. Тя има звукова стойност [s].
Това е единствената буква от латиницата, която се използва само в немския език в Германия. В Швейцария и Лихтенщайн, където също се говори вариант на немския език, вместо тази буква се пише „ss". Знакът ß е произлязъл през средновековието, когато буквите s („ес“, изписвана в някои шрифтове като „дълго s“: ſ) и z („цет“) започнали да се пишат слято (ſz, виж и лигатура):
Знакът ß е подобен на гръцката буква „бета“ β, но не трябва да се бърка с нея, тъй като има различен произход и стойност.
В немския език няма дума, която започва с ß, затова в речници, справочници и пр. (все още) се среща само малката буква ß. След 29 юни 2017 г. в немския правопис е въведена и голяма буква ẞ. Причината за това е, че някои шрифтове, използвани за заглавия на текстове, изписване на фирми и пр., използват само големи букви.

## Представителство
Буквата ß се ползва сравнително често, например в думата „Straße“ („Улица“):
- Имена на улици в Нюрнберг
- Немски пътен знак за еднопосочно движение
- Име на улица, в което има голяма буква ẞ

При невъзможност за изписването на буквата, напр. в чужбина, поради липса на подходяща клавиатура, пишеща машина и пр. вместо „ß“ е допустимо да се пише „ss“ („Strasse“ вм. „Straße“). До въвеждането на голямата буква през 2017 г. това е важало и при изписването на заглавия, фирми, улици и пр. само с големи букви. Въпреки че „ß“ и „ss“ се изговарят еднакво, употребата на едното или другото в определени случаи може да промени значението на думата:
- Masse – маса (тегло)
- Maße – размери (дължина, широчина)

От немската дума „Maßstab“ (букв. „мерителен прът“) произлиза терминът мащаб.

## Клавиатура
Буквата ß на немска компютърна клавиатура:

## Кодове
Символите ẞ и ß не се съдържат в ASCII. Кодиране в Уникод:
- Малка буква ß: U+00DF
- Голяма буква ẞ: U+1E9E